# Александрина, Прасковья Фёдоровна
Прасковья Фёдоровна Александрина (27 сентября 1917, хутор Трухин, Второй Донской округ, область Войска Донского Российской империи — 19 декабря 1976) — горный мастер поверхностного комплекса ш/у 22-4 бис, г. Красный Луч, Украинская ССР, Герой Социалистического Труда (1960). Делегат XXII съезда КПСС (1961).

## Биография
Родилась в 1917 году на хуторе Трухин Второго Донского округа области Войска Донского Российской империи.
Окончила 5 классов. С 15 лет трудилась на ферме. Окончила курсы счетоводов, работала в колхозе. По комсомольской путевке отправилась на шахту в Белокрытву. Во время войны жила у матери в Саратове. В марте 1943 года вернулась из Саратова в Белокрытву. Работала в колхозе. Потом ушла на шахту. Три года работала навальщицей, бутчицей. На шахте № 22 в Красном Луче в 1947 году её приняли в ряды Компартии. Окончила курсы горных мастеров и стала горным мастером.
В 1959 г. вышло постановление о переводе всех женщин, работавших под землей, на поверхность. П. Ф. Александрина стала работать горным мастером поверхностного комплекса шахты 22/4-бис.
Герой Социалистического Труда (1960). Делегат XXII съезда КПСС (1961). Член Краснолучского горкома Компартии Украины (1960, 1961). С 1966 года на пенсии. Занесена в городскую Книгу почета женщин (3.12.1967).